# Creagrutus
Creagrutus – rodzaj słodkowodnych ryb z rodziny kąsaczowatych (Characidae),

## Występowanie
Zasiedlają wody Ameryki Środkowej i Południowej.

## Klasyfikacja
Gatunki zaliczane do tego rodzaju:
| - Creagrutus affinis - Creagrutus amoenus - Creagrutus anary - Creagrutus atratus - Creagrutus atrisignum - Creagrutus barrigai - Creagrutus beni - Creagrutus bolivari - Creagrutus brevipinnis - Creagrutus britskii - Creagrutus calai - Creagrutus caucanus - Creagrutus changae - Creagrutus cochui - Creagrutus cracentis - Creagrutus crenatus - Creagrutus ephippiatus - Creagrutus figueiredoi - Creagrutus flavescens - Creagrutus gephyrus - Creagrutus gracilis - Creagrutus guanes - Creagrutus gyrospilus - Creagrutus hildebrandi - Creagrutus holmi - Creagrutus hysginus - Creagrutus ignotus - Creagrutus kunturus - Creagrutus lassoi - Creagrutus lepidus - Creagrutus leuciscus - Creagrutus machadoi - Creagrutus maculosus - Creagrutus magdalenae - Creagrutus magoi | - Creagrutus manu - Creagrutus maracaiboensis - Creagrutus maxillaris - Creagrutus melanzonus - Creagrutus melasma - Creagrutus menezesi - Creagrutus meridionalis - Creagrutus molinus - Creagrutus mucipu - Creagrutus muelleri - Creagrutus nigrostigmatus - Creagrutus occidaneus - Creagrutus ortegai - Creagrutus ouranonastes - Creagrutus paraguayensis - Creagrutus paralacus - Creagrutus pearsoni - Creagrutus peruanus - Creagrutus petilus - Creagrutus phasma - Creagrutus pila - Creagrutus planquettei - Creagrutus provenzanoi - Creagrutus runa - Creagrutus saxatilis - Creagrutus seductus - Creagrutus taphorni - Creagrutus tuyuka - Creagrutus ungulus - Creagrutus varii - Creagrutus veruina - Creagrutus vexillapinnus - Creagrutus xiphos - Creagrutus yanatili - Creagrutus zephyrus |

Gatunkiem typowym jest Leporinus muelleri (C. muelleri).